# Asia monzónica
.
Esta área la conforman los siguientes países: Pakistán, India, Bangladés, Indonesia, China y Japón.

## Clasificación
En esta área llueve en diferentes épocas del año, recibiendo un nombre distinto según la fecha: 
- En invierno se llama monzón de invierno o monzón del noroeste.
- En verano se llama monzón de verano o monzón del suroeste.

También se dividen en dos subsistemas primarios dependiendo de la región:
- Monzón del Este Asiático
- Monzón de la India

El sistema del monzón asiático puede ser descrito como un sistema circulatorio entre océano-tierra-atmósfera.

## Efectos
Los diversos países usualmente sacan provecho del monzón, ejemplo de esto es que gracias a los monzones en Asia existe y se facilita el cultivo de arroz, como lo que sucede en China. Lamentablemente a veces los monzones afectan a otros países como Bangladés, que se inunda en estas épocas.